# Transport tlenu
Transport tlenu i dwutlenku węgla w organizmie – cykl procesów, celem których jest dostarczenie tlenu do każdej komórki i odprowadzenie CO2.
Komórki żywe nieustanie potrzebują tlenu, aby mogły zachodzić procesy przemiany materii. W procesach uzyskiwania energii zachodzących w mitochondriach niezbędny jest tlen. Jest on transportowany układem oddechowym.
Gazy oddechowe transportowane są w następujący sposób:

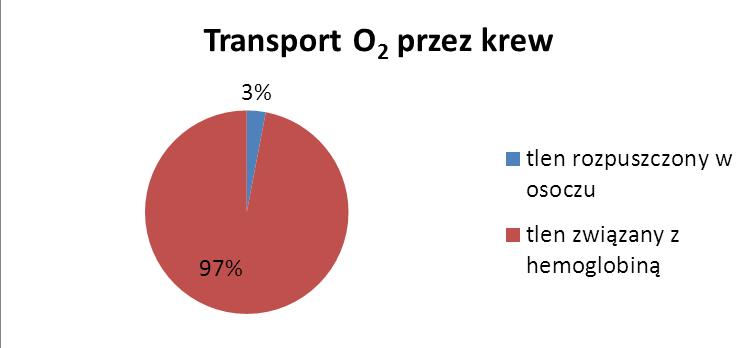
Wykres kołowy ilustrujący transport tlenu we krwi
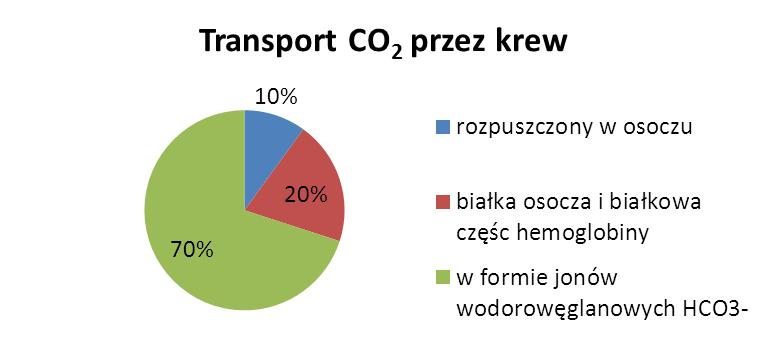
Wykres kołowy ilustrujący transport dwutlenku węgla we krwi

Proces wymiany gazowej można podzielić na dwa etapy: wymianę zewnętrzną zachodzącą w płucach i wymianę wewnętrzną zachodzącą w tkankach.

## Zewnętrzna wymiana gazowa
Powietrze wdychane jest mieszaniną gazów. Jego składniki to: azot ok. 78%, tlen ok. 21%, dwutlenek węgla ok. 0,03% oraz inne gazy.
Wdech odbywa się dzięki przeponie i mięśniom międzyżebrowym. Dochodzi do zwiększenia objętości klatki piersiowej i obniżenia płuc za pomocą przepony. Prowadzi to do obniżenia ciśnienia w pęcherzykach płucnych, dzięki czemu powietrze jest wsysane do organizmu. Wydech jest czynnością nie wymagająca użycia mięśni, następuje przez rozluźnienie mięśni i zmniejszenie objętości płuc.
Powietrze wdychane jest przez jamę nosową i usta, gdzie powietrze jest filtrowane, ogrzewane i nawilżane. Następnie jest transportowane przez gardło, krtań i tchawicę do oskrzeli i pęcherzyków płucnych. W pęcherzykach zachodzi wymiana gazowa. Krew dopływająca do płuc z prawej komory serca zostaje utlenowana oraz oddaje nadmiar CO2. Bogata w tlen krew płynie do lewej komory serca, skąd rozejdzie się po całym ciele.
Wymiana O2 i CO2 pomiędzy pęcherzykami płucnymi a krwią odbywa się dzięki różnicy ciśnień tych gazów w płucach i krwi. Dyfuzja gazów w płucach zachodzi przez błonę pęcherzykowo-włośniczkową o grubości 0,5 µm. Tlen o większym powinowactwie wypiera wodór z uprotonowanej hemoglobiny i przyłącza się do niej. Powstaje oksyhemoglobina i wolny jon wodorowy. 1 g hemoglobiny może związać około 1,34 ml tlenu.
O2 + HHb → HbO− + H+
Jon wodorowy łączy się z jonem wodorowęglanowym przechodzącym do erytrocytów z osocza i powstaje kwas węglowy, który pod wpływem anhydrazy węglanowej rozpada się na dwutlenek węgla i wodę.
H+ + HCO3- → H2CO3 + E → CO2 + H2O
Z powodu różnicy prężności dwutlenek węgla dyfunduje do pęcherzyków, skąd jest wydalany podczas wydechu.

## Wewnętrzna wymiana gazowa
Procesy metaboliczne w tkankach zużywają tlen produkując dwutlenek węgla. Powoduje to wzrost prężności CO2 w tkankach. Przenika on przez ścianę naczyń włosowatych i dostaje się do erytrocytów. W erytrocytach działa anhydraza węglanowa, która z dwutlenku węgla i wody wytwarza kwas węglowy.
CO2 + H2O → H2CO3
Następnie kwas węglowy dysocjuje na jon wodorowęglanowy i jon wodorowy.
H2CO3 → HCO3- + H+
Jon wodorowęglanowy przechodzi do osocza na wymianę z jonem chlorkowym. Jon wodorowy łączy się z hemoglobiną, wypierając tlen z oksyhemoglobiny. Wytwarza się hemoglobina uprotonowana. Tlen odłączony z oksyhemoglobiny przechodzi do tkanek na zasadzie dyfuzji. 